# Oxalat
| Strukturformel, oxalat | Molekylmodell, oxalat |
| Oxalatjonen (C2O42– )  |                       |

Oxalat eller etandioat är salter och estrar av oxalsyra. Oxalatjonen är en komplex jon och består av två kolatomer och fyra syreatomer. Jonen har laddningen −2.

## Salter
Oxalatsalter är jonföreningar som innehåller oxalatjonen C2O42−. De är ofta olösliga i vatten. När de bildas i kroppen kan de ge upphov till njursten.

## Estrar
Oxalatestrar kännetecknas av dubbla, intilliggande karbonylgrupper och dubbla esterbindningar (till exempel dimetyloxalat).